# 渡邊力
渡邊 力（わたなべ つとむ、1923年10月6日 - 1972年11月4日）は、日本の医師・医学者。また慶應義塾大学医学部教授。専門は微生物学。胃癌のため慶應病院で死去、享年49。

## 人物
岐阜県岐阜市出身。1948年に慶應義塾大学医学部を卒業後、微生物遺伝学を専攻し、この立場から1972年に胃癌で倒れるまで、細菌の薬剤耐性獲得の機序の研究に終生をかけ、多くの成果を通じて近代分子生物学上のみならず、治療医学ならびに公衆衛生学上重大な貢献を成し遂げた。
研究生活前半の約10年間は当時結核治療に福音をもたらしたストレプトマイシンに対し、細菌がどのような機作によって耐性を獲得するかを、遺伝学的に詳細に検討し、いわゆる「自然突然変異および選択説」を実験的に明らかにした。この成果は当時の学会を風靡していた「薬剤誘導説」を訂正した。
研究生活の後半の晩年に至るまでは、多くの病原細菌が同時に多数の治療薬剤に対して抵抗性を獲得する機作が、新たな細胞質遺伝物質（又は核外遺伝物質）たるプラスミドによって説明されることを発見し、これに多剤耐性因子(R factor)という名称を与えた。
更に遺伝学的にこの因子は当時フランスのフランソワ・ジャコブ博士の提唱したエピゾームと称せられる遺伝的単位と同一のカテゴリーに入るべきものであることをあらゆる角度から検討の結果明らかにした。
これらの研究は近代分子生物学、なかんづく分子遺伝学のなかで最も重要な一頁を飾る成果であることは、数多くの国際学会の講演者として招待され、また国際的出版物の解説を依頼され、その都度名講演名著を残したことからも明らかである。本業績は国内では日本細菌学会賞により、またチェコスロバキア科学アカデミーからはプルキニー賞を受賞している。
さらに特筆すべきことは、これらの研究成果が微生物病の治療における薬剤、特に抗生物質の使用法の理論的根拠を与えたことである。すなわち、人類と細菌との戦いにおける最良の武器である抗生物質も、使用法を一歩誤ると徒に抵抗性菌を自然界に蔓延させる結果をもたらすことが、これらの研究から明らかにされたのである。
また多剤耐性因子の蔓延が極めて憂慮すべきことを関係者および一般国民に訴え、これが家畜、養殖魚介の飼育において大量の抗生物質使用によることを提唱した。特に晩年は、この裏付調査を身をもっておこなうべく東京大学農学部水産学科江草研究室との共同のもとに広範な資料収集を開始し、着々と成果をあげた。
また最近にはすでに発見されている抗生物質にこれら多剤耐性因子をもつ菌のみを殺すもののあることを見い出し、それらの抗生物質の意義を明らかにした。
上に述べた研究成果は単に専門領域で高く評価されたのみではなく、実際の治療の面にも直接応用され多大の成果をおさめている。すなわち細菌のストレプトマイシン耐性の機序に関する研究は、実際に臨床例におけるストレプトマイシンの治療量および投与方法の決定の規準を与えた。
続いて行われた赤痢菌およびチフス菌の多剤耐性に関する研究は、赤痢およびチフスの正しい治療法を与えたのみならず臨床医療が治療に抗生物質を使用する場合に注意すべき問題を明らかにした。この業績は国際小児科学会での特別講演を求められたことによっても明らかである。
次いで抗生物質が、食肉・家畜・家禽および養殖魚介に治療のみならず、発育促進剤として使用されるにいたると、その公衆衛生におよぼす影響にいち早く着目し、その弊害を実証し社会に訴えた。現在これは抗生物質のこれらの目的に対する適切な使用基準作成に活かされつつある。
最近の多剤耐性菌のみを殺す抗生物質の確認は多剤耐性菌のもたらす問題を一挙に解決する方法として飼料添加物などに広く用いられようとしている。
存命中の大部分の時期を慶應義塾大学医学部微生物学教室に職を奉じ、講義実習を通じて医学生の微生物遺伝学の知識を向上させ、また研究室において数多くのすぐれた研究者を育成した。更に東京大学農学部およびお茶の水女子大学理学部の非常勤講師を兼ね、分子生物学の講義を担当した。

## 受賞歴
- 1955年11月 - 慶應義塾大学より三四会賞受賞
- 1961年6月 - 慶應義塾大学北里賞受賞
- 1969年4月 - 日本細菌学会浅川賞受賞
- 1971年9月 - チェコスロバキア科学アカデミープルキニー賞受賞
- 1972年11月4日 - 勲四等瑞宝章受章

## 著書
- 「化学療法と耐性菌」 朝倉書店 1969
- 「エピゾーム」 岩波書店 1970

共著
- 『微生物学』石田名香雄,田中信男共編集. 朝倉書店, 1974

翻訳
- Allan M.Campbell『エピゾーム (モダンバイオロジーシリーズ 共立出版, 1971

## 邦文論文
- 「細菌における薬剤耐性の遺伝」　第16回日本医学会総会学術講演集　1963
- 「エピゾームを中心とする宿主依存性抑制および修飾の研究」　第17回日本医学会総会学術講演集　1967

他49編

## 英文論文
- 「Infectious Drag Resistance」　SCIENTIFIC AMERICAN　1967.12

他41編

## 総論
- 「細菌の伝達性薬剤耐性因子」　慶応医学　1967年44巻731〜740頁
- 「化学療法剤と耐性・食品関連産業における使用と公衆衛生上の問題点」　科学（岩波書店）　1969年39巻554〜559頁

## 国内学会での発表
- 「細菌における薬剤耐性・特に伝達性薬剤耐性の遺伝学的研究」　第42回日本細菌学会総会　1969

他106編

## 国際学会での発表論文
20編